# Gymnochthebius plesiotypus
Gymnochthebius plesiotypus är en skalbaggsart som beskrevs av Perkins 1980. Gymnochthebius plesiotypus ingår i släktet Gymnochthebius och familjen vattenbrynsbaggar. Inga underarter finns listade i Catalogue of Life.